# François Dubanchet
François Dubanchet, né le 5 mai 1923 à Saint-Étienne (Loire) et mort le 26 mars 2019, est un homme politique français.

## Biographie
Il est élu sénateur de la Loire le 22 septembre 1974. 
Durant son mandat (1974-1983), il est notamment membre de la commission des affaires étrangères, de la défense et des forces armées, en tant que membre du groupe de l'Union centriste des démocrates de progrès. Il ne se représente pas lors des élections sénatoriales de septembre 1983.
Il est élu maire de Saint-Étienne lors des élections municipales de 1983 et réélu lors des élections municipales de 1989. 
Le 21 avril 1994, il annonce sa démission de son mandat, à la suite de l'annulation par la justice de plusieurs décisions du conseil municipal relatives à la concession des cantines scolaires et aux contrats d'affermage du service de l'eau et de l'assainissement. À son initiative, la régie de l'eau avait été concédée à la Stéphanoise des eaux, filiale de Suez.
Il annonce alors sa volonté de voir Michel Thiollière lui succéder, ce qui est effectif quelques jours plus tard.
Il meurt en mars 2019 à l'âge de 95 ans.

## Sources
- Article dans L'Humanité du 23 avril 1994
- Article dans Le Monde du 23 avril 1994
- « François Dubanchet, ancien maire de Saint-Etienne est décédé », sur La Tribune le Progrès, du 26 mars 2019 (consulté le 26 mars 2019)